# Zeekr 001
Zeekr 001 — п'ятидверний спортивний електромобіль, що випускається китайською компанією Geely Automobile з жовтня 2021 року і поставляється до Європи з 2023 року.

## Опис

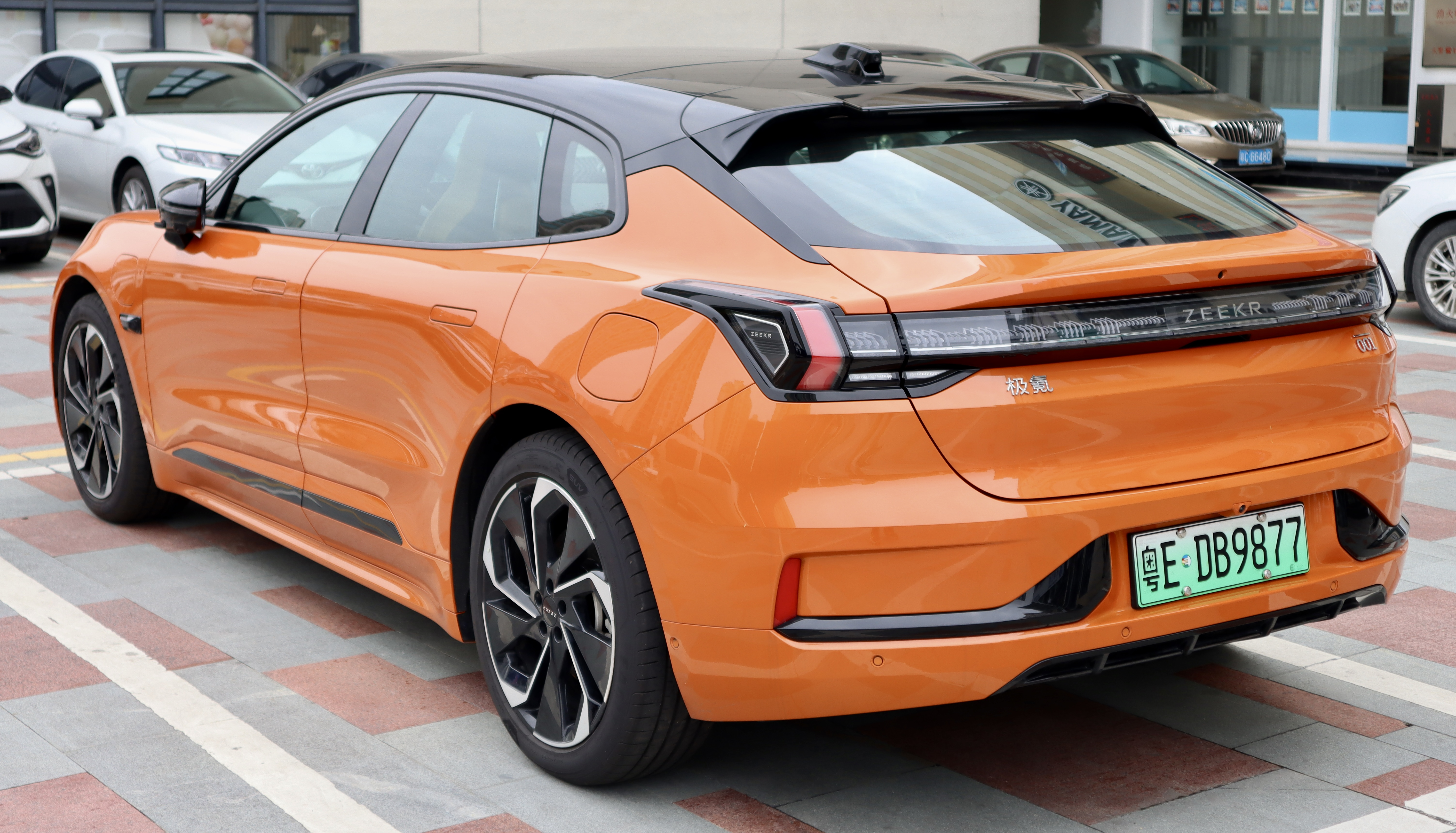
Zeekr 001 (2021–2024)

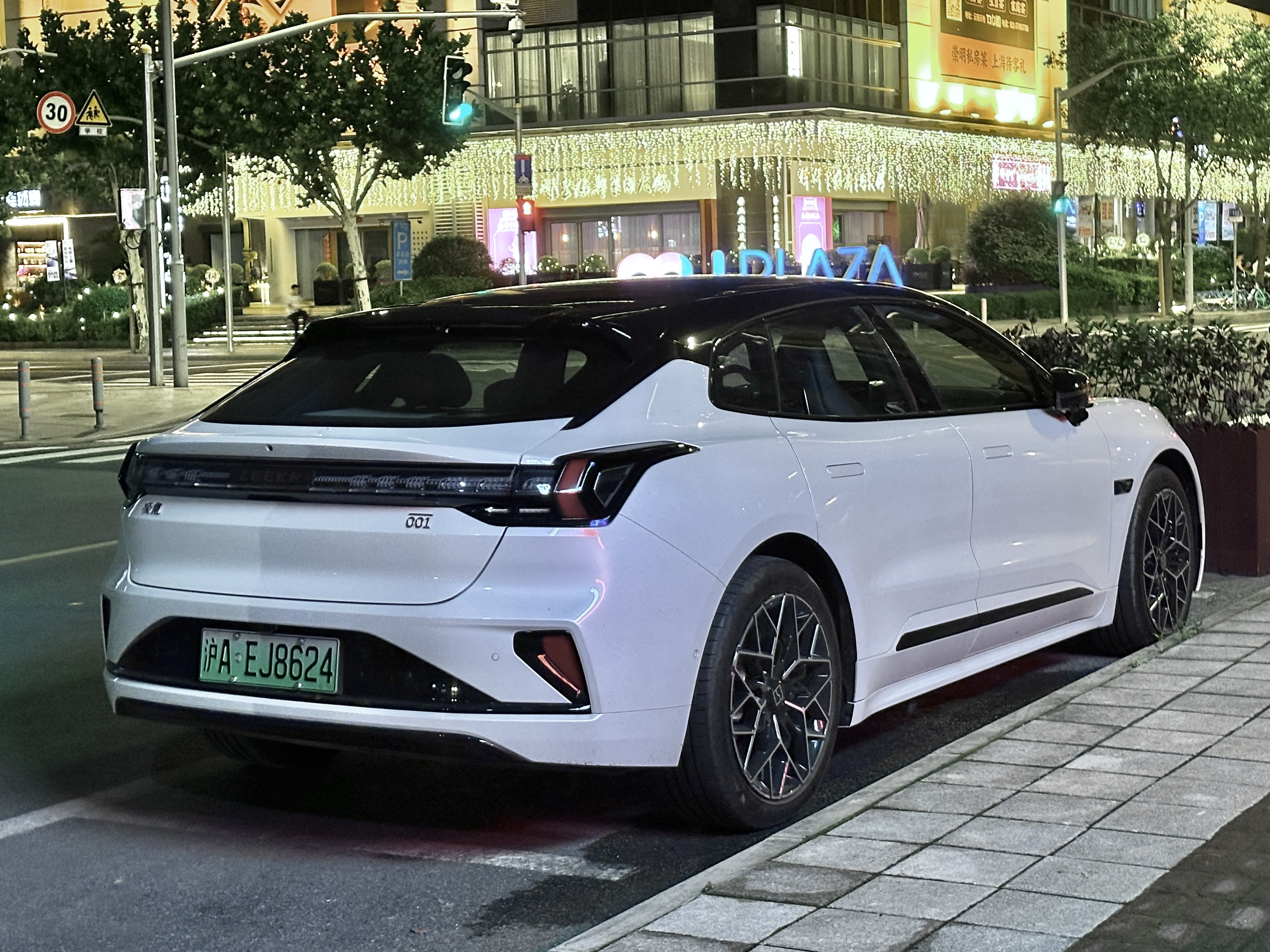
Zeekr 001 (з 2024)

Перший прототип електромобіля було представлено 16 квітня 2021 року. За його основу було взято німецьку модель Porsche Panamera Sport Tourismo.

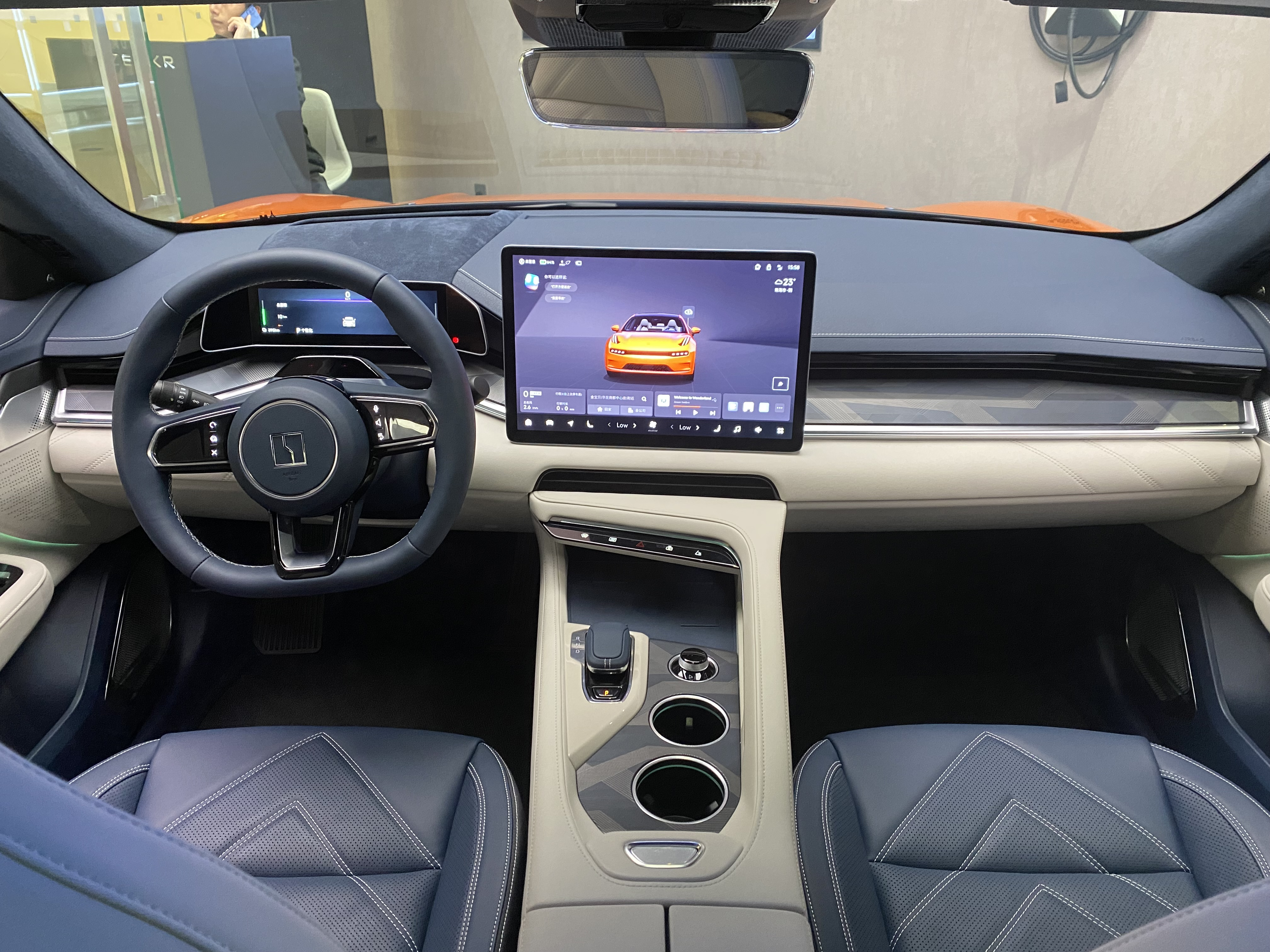

Передня частина взята від моделі Lynk & Co 05. Платформа автомобіля Sustainable Experience, як і в інших електромобілів виробництва Geely Automobile.

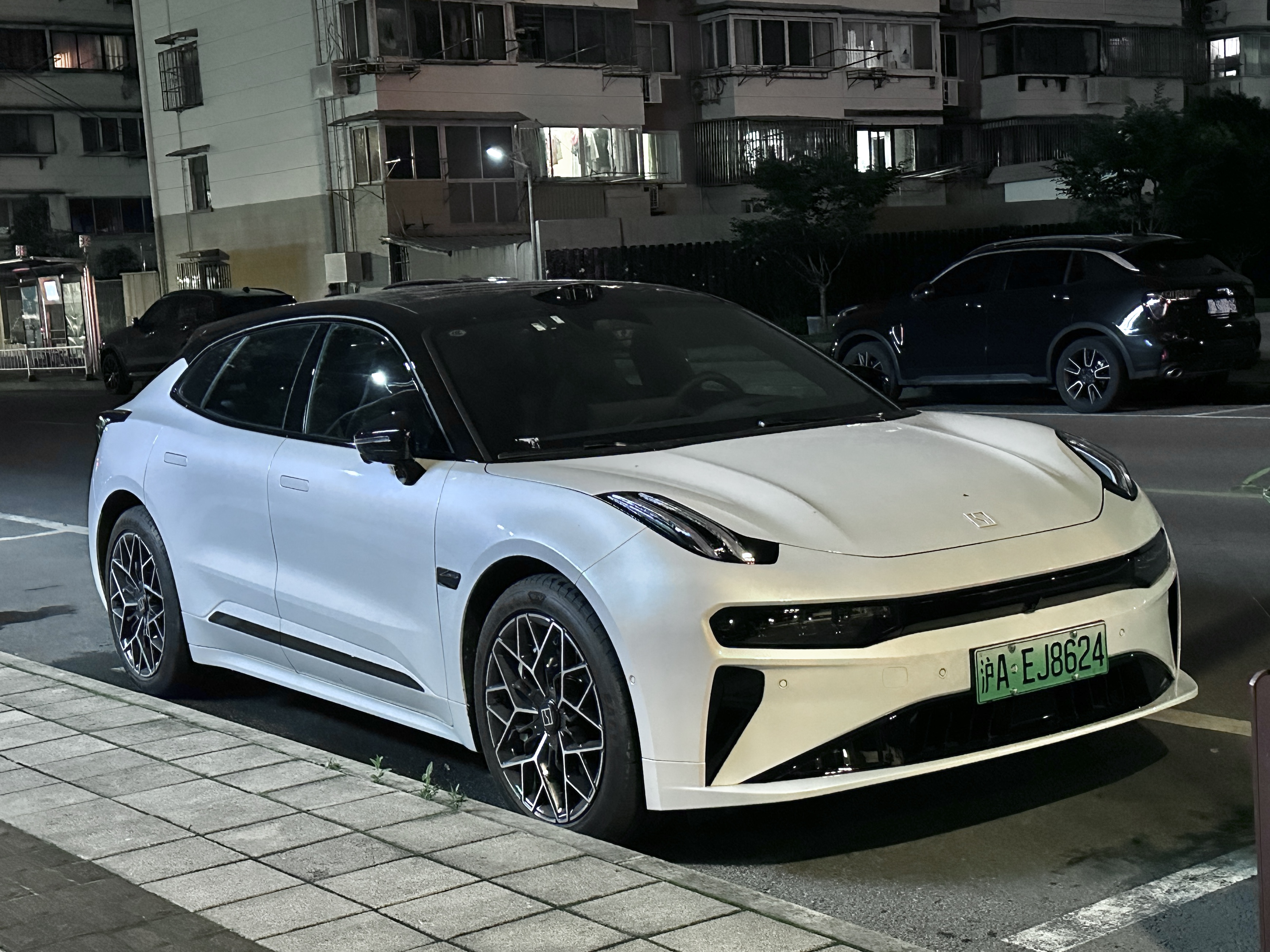
Zeekr 001 (з 2024)

Привід автомобіля — повний. До 100 км/год автомобіль розганяється за 3,8 секунди, максимальна швидкість — понад 200 км/год. Акумулятор заряджається 5 хвилин.

### 001 FR
У вересні 2023 року був представлений високопродуктивний варіант FR, який зазнав значних технічних і візуальних модифікацій. Автомобіль отримав занижену підвіску, додаткові аеродинамічні накладки на бампери і пороги, задній спойлер і дифузор, 22-дюймові легкосплавні диски Giti Motorsport зі спортивною резиною, а також карбон-керамічні гальма Brembo. Завдяки системі з чотирьох незалежних двигунів на кожному колесі автомобіль може розвертатися на місці, а сама система приводу розвивала 1247 к.с. Розгін до 100 км/год займає приблизно 2,07 секунди, а акумулятор на 100 кВт-год дозволяє зарядити батарею з 10 % до 80 % за 15 хвилин. Zeekr 001 FR підтримує сучасні зарядні пристрої потужністю до 800 кВт. Zeekr назвав автомобіль найшвидшим серійним легковим автомобілем.

## Модифікації
- Zeekr 001 RWD 1 електродвигун 272 к.с. 384/343 Нм
- Zeekr 001 AWD 2 електродвигуни 544 к.с. 768/686 Нм
- Zeekr 001 FR 4 електродвигуни 1265 к.с. 1280 Нм

## Продаж
| Рік  | Китай  |
| ---- | ------ |
| 2021 | 6,007  |
| 2022 | 71,941 |